# Sydney Lohmann
Sydney Lohmann (Pürgen, 2000. június 19. –) német korosztályos válogatott női labdarúgó, aki jelenleg a Bayern München játékosa.

## Pályafutása

### Klubcsapatban
A Fürstenfeldbruck korosztályos csapataiban nevelkedett, majd 2016-ban került a Bayern München U17-es korosztályos csapatába. 2016. augusztus 28-án az 1. FC Saarbrücken ellen mutatkozott be a második csapatban az 1–0-ra megnyert idegenbeli másodosztályú mérkőzésen. 2017. február 19-én első gólját szerezte meg az 1. FC Saarbrücken ellen, ezen a mérkőzésen 3–1-re nyertek. Március 19-én az első csapatban a VfL Wolfsburg ellen mutatkozott be és kezdőként végig a pályán is maradt. A 2017–18-as szezonban csak az MSV Duisburg ellen lépett pályára az első csapatban, de azon a mérkőzésen megszerezte első felnőtt élvonalbeli gólját. 2020. november 5-én két évvel meghosszabbították a 2022-ig érvényes szerződését, így az 2024-ig érvényes.

### A válogatott
Részt vett a 2016-os és a 2017-es U17-es női labdarúgó-Európa-bajnokságon, mindkét tornán aranyérmesként zárt a válogatottal. A 2018-as U19-es női labdarúgó-Európa-bajnokságon Svájcban ezüstérmesek lettek. 2018. november 10-én mutatkozott be a felnőtt válogatottban Olaszország elleni felkészülési mérkőzésen, a 71. percben Lina Magull cseréjeként.

## Statisztika

### Klub
2020. október 3-i állapotnak megfelelően.
| Klub              | Szezon           | Bajnokság | Bajnokság | Kupa  | Kupa  | Nemzetközi | Nemzetközi | Összesen | Összesen |
| Klub              | Szezon           | Mérk.     | Gólok     | Mérk. | Gólok | Mérk.      | Gólok      | Mérk.    | Gólok    |
| ----------------- | ---------------- | --------- | --------- | ----- | ----- | ---------- | ---------- | -------- | -------- |
| Bayern München II | 2016–17          | 6         | 1         | -     | -     | -          | -          | 6        | 1        |
| Bayern München II | 2017–18          | 9         | 1         | -     | -     | -          | -          | 9        | 1        |
| Bayern München II | Összesen         | 15        | 2         | 0     | 0     | 0          | 0          | 15       | 2        |
| Bayern München    | 2016–17          | 3         | 0         | 0     | 0     | 0          | 0          | 3        | 0        |
| Bayern München    | 2017–18          | 1         | 1         | 0     | 0     | 0          | 0          | 1        | 1        |
| Bayern München    | 2018–19          | 15        | 2         | 3     | 1     | 2          | 0          | 20       | 3        |
| Bayern München    | 2019–20          | 13        | 0         | 1     | 0     | 3          | 0          | 17       | 0        |
| Bayern München    | 2020–21          | 3         | 2         | 0     | 0     | 0          | 0          | 3        | 2        |
| Bayern München    | Összesen         | 35        | 5         | 4     | 1     | 5          | 0          | 44       | 6        |
| Karrier összesen  | Karrier összesen | 50        | 7         | 4     | 1     | 5          | 0          | 59       | 8        |

### Válogatott góljai
| #  | Időpont              | Helyszín              | Ellenfél   | Gólok | Eredmény | Kiírás                                           |
| -- | -------------------- | --------------------- | ---------- | ----- | -------- | ------------------------------------------------ |
| 1. | 2020. szeptember 22. | Podgorica, Montenegró | Montenegró | 3–0   | 3–0      | 2021-es női labdarúgó-Európa-bajnokság selejtező |

## Sikerei, díjai

### Válogatott
- Németország U17
  - U17-es női labdarúgó-Európa-bajnokság: 2016, 2017